# Ljustern
Ljustern är en sjö i Säters kommun i Dalarna och ingår i Dalälvens huvudavrinningsområde. Sjön har en area på 3,03 kvadratkilometer och ligger 152 meter över havet. Sjön avvattnas av vattendraget Ljusterån.

## Delavrinningsområde
Ljustern ingår i det delavrinningsområde (669146-149589) som SMHI kallar för Utloppet av Ljustern. Medelhöjden är 205 meter över havet och ytan är 22,37 kvadratkilometer. Räknas de 19 avrinningsområdena uppströms in blir den ackumulerade arean 111,06 kvadratkilometer. Ljusterån som avvattnar avrinningsområdet har biflödesordning 2, vilket innebär att vattnet flödar genom totalt 2 vattendrag innan det når havet efter 192 kilometer. Avrinningsområdet består mestadels av skog (70 procent). Avrinningsområdet har 3,14 kvadratkilometer vattenytor vilket ger det en sjöprocent på 14 procent. Bebyggelsen i området täcker en yta av 1,26 kvadratkilometer eller 6 procent av avrinningsområdet.